# Kemence
Kemence je vas na Madžarskem, ki upravno spada pod podregijo Szobi Županije Pešta.